# 奎夫爾鎮區 (密蘇里州奧德雷恩縣)
奎夫爾鎮區（英語：Cuivre Township）是位於美國密蘇里州奧德雷恩縣的一個行政鎮區。

## 地方資料
奎夫爾鎮區的面積為291.54平方千米，當中陸地面積為289.70平方千米，而水域面積為1.84平方千米。根據2020年美國人口普查的數據，當地共有人口4407人，而人口密度為每平方千米15.12人。